# Kamaroúla
Kamaroúla (Kamaroula) är en ort i Grekland.   Den ligger i prefekturen Nomós Aitolías kai Akarnanías och regionen Västra Grekland, i den centrala delen av landet, 210 km väster om huvudstaden Aten. Kamaroúla ligger 195 meter över havet och antalet invånare är 595.
Terrängen runt Kamaroúla är varierad.Runt Kamaroúla är det ganska tätbefolkat, med 86 invånare per kvadratkilometer. Närmaste större samhälle är Agrínio, 3,4 km väster om Kamaroúla. Trakten runt Kamaroúla består till största delen av jordbruksmark.